# محمد بن خليفة بن علي آل خليفة
محمد بن خليفة بن علي آل خليفة سياسي بحريني.

## السيرة الذاتية

### التعليم
حصل على شهادة بكالوريوس إدارة أعمال من جامعة الإسكندرية من مصر. ثم حصل على شهادة دورة خاصة بالتسجيل العقاري والمساحة من المملكة المتحدة ودورة في الإدارة العامة للتنفيذيين من سويسرا.

### المسيرة المهنية
تم تعيينه مراقب الإجراءات بإدارة التسجيل العقاري. ثم تم تعيينه مدير إدارة الشئون المالية والإدارية في وزارة العدل والشئون الإسلامية. ثم ترقى إلى وكيل مساعد للشئون المالية والإدارية وأموال القاصرين في وزارة العدل والشئون الإسلامية. ثم ترقى إلى وكيل وزارة المواصلات. في أبريل 2011 تم تعيينه رئيسا للجمارك في وزارة الداخلية حتى عام 2016.
في 28 ديسمبر 2016 تم تعيينه في منصب رئيس مجلس إدارة شركة بتلكو. وفي 4 يونيو 2018 تم عزله من منصبه وتعيين عبد الله بن خليفة آل خليفة مكانه. وقد تحققت تحت رئاسته القصيرة العديد من الإنجازات منها دعم مركز محمد بن خليفة بن سلمان آل خليفة التخصصي للقلب وبرنامج ولي العهد للمنح الدراسية العالمية ودعم برنامج الضمان الصحي الوطني «صحتي» وإطلاق المحفظة المالية الرقمية ومهرجان ربيع الثقافة.

### مساهمته في القطاع الحكومي والخاص
- عضو في لجنة حماية الودائع بمؤسسة نقد البحرين سابقا.
- عضو في مجلس إدارة طيران الخليج سابقاً.
- عضو في مجلس إدارة شركة بتلكو سابقاً.
- المشاركة في تطبيق أنظمة الحاسب الآلي في وزارة العدل والشئون الإسلامية.
- المساهمة في تخصيص قطاع النقل.
- المساهمة في تخصيص قطاع الاتصالات كعضو في اللجنة العليا لتخصيص قطاع الاتصالات.
- المساهمة في إدخال أنظمة الحاسب الآلي في بريد البحرين.
- تمثيل البحرين في المحافل والمؤتمرات العربية والإقليمية والدولية ومن أهمها حضور اجتماعات المنظمة العالمية للاتصالات في جنيف.
- تمثيل البحرين في الاجتماعات الإقليمية والعربية لوزارة الاتصالات والنقل.
- رئيس جمعية البحرين للعرضة سابقاً.
- نائب رئيس مجلس الآباء بمدرسة الإيمان سابقاً.
- عضو لجنة العائلة البحرينية سابقاً.

## التكريم
حصل على وسام الشيخ عيسى بن سلمان آل خليفة.